# 57ª Brigata motorizzata "Atamano Kost Hordijenko"
La 57ª Brigata motorizzata autonoma "Atamano Kost Hordijenko" (in ucraino 57-ма окрема мотопіхотна бригада імені кошового отамана Костя Гордієнка?, 57-ma okrema motopichotna bryhada imeni košovoho otamana Kostja Hordijenka, unità militare А1736) è un'unità di fanteria motorizzata delle Forze terrestri ucraine, subordinata al Comando operativo "Sud" e con base a Nova Kachovka.

## Storia
La brigata è stata costituita il 30 ottobre 2014 presso Kropyvnyc'kyj, sulla base del 17º, 34º e 42º Battaglione di fanteria motorizzata, ex battaglioni di difesa territoriale, unità formate da volontari reclutate all'inizio dell'anno in risposta all'occupazione russa della Crimea. Già nell'estate del 2015 l'unità è stata impiegata in combattimento durante la guerra del Donbass. Nel 2018 il quartier generale della brigata è stato spostato a Nova Kachovka, nell'oblast' di Cherson. Il 6 maggio 2019 è stata ufficialmente dedicata a Kost Hordijenko, atamano dei cosacchi zaporoghi che supportò Ivan Mazeppa nella grande guerra del Nord contro Pietro I di Russia.
All'inizio dell'invasione russa dell'Ucraina il 24 febbraio 2022 la brigata si trovava schierata nell'area di Sjevjerodonec'k, dove venne attaccata dall'esercito russo. Nei primi giorni di guerra l'agenzia di stampa russa TASS diffuse la falsa notizia secondo cui i militari della 57ª Brigata avevano abbandonato l'esercito ucraino per unirsi alle forze separatiste della Repubblica Popolare di Lugansk. Il 30 marzo è stato ucciso presso Lysyčans'k il comandante della difesa aerea della brigata, colonnello Vadym Smorods'kyj. Nei mesi successivi l'unità è stata impiegata nelle battaglie difensive a nord di Slov"jans'k, fino a essere costretta a ripiegare oltre il fiume Donec dopo la perdita della città di Lyman. Nel mese di giugno ha preso parte alla battaglia di Sjevjerodonec'k. Fra luglio e agosto è stata ritirata dalla prima linea per formare una riserva strategica alle spalle del saliente di Sjevjerodonec'k e per riorganizzarsi dopo le perdite subite.
A partire da settembre la brigata è stata impiegata nella regione di Cherson, contribuendo alla liberazione di diversi insediamenti ucraini. Per queste azioni è stata insignita dell'onorificenza "Per il Valore e il Coraggio" dal presidente ucraino Volodymyr Zelens'kyj. All'inizio di novembre ha preso parte alla controffensiva ucraina che ha portato alla completa liberazione della sponda occidentale del Dnepr e della città di Cherson, liberata l'11 novembre 2022. Dopo il successo di questa operazione la brigata, insieme ad altre unità ucraine come la 28ª Brigata meccanizzata, è stata trasferita nell'oblast' di Donec'k per contribuire alla difesa di Bachmut, punto cruciale dell'offensiva russa. In particolare è stata impiegata nella parte orientale della città, ovvero nella zona industriale più facilmente difendibile. Ad aprile le è stato assegnato il 420º Battaglione fucilieri, trasferito alla 68ª Brigata cacciatori nel luglio 2024. La brigata ha combattuto nella battaglia di Bachmut fino alla caduta del centro urbano il 21 maggio 2023, mentre a giugno ha condotto contrattacchi locali contro il fianco destro dello schieramento russo in direzione del villaggio di Berchivka, difeso dalla 200ª Brigata fucilieri motorizzata delle guardie. A luglio un battaglione della brigata è entrata nel villaggio, subendo perdite a causa di un contrattacco russo condotto da quattro reggimenti (51º e 217º aviotrasportati, 9º e 1428º motorizzati) ma mantenendo la posizione per circa una settimana prima di essere costretto a ritirarsi.
Nel settembre 2023 la brigata è stata la terza unità ucraina, dopo la 21ª e la 44ª Brigata meccanizzata, a ricevere i nuovi veicoli da combattimento KTO Rosomak dalla Polonia. La brigata è stata quindi ritirata in riserva per dedicarsi all'addestramento. Alla fine di ottobre è stata schierata nuovamente al fronte, nel settore di Kup"jans'k. Il 28 novembre il comandante della brigata, colonnello Oleksandr Bakulin, è stato insignito del titolo di Eroe dell'Ucraina da parte del presidente Zelens'kyj. All'inizio di maggio ha respinto diversi attacchi condotti dal 26º e dal 272º Reggimento della 47ª Divisione corazzata nell'area di Kyselivka.
Insieme a elementi della 92ª Brigata d'assalto e del Reggimento Kraken è intervenuta per cercare di stabilizzare la situazione dopo che le forze russe, penetrate nell'oblast' di Charkiv per la prima volta dal settembre 2022, avevano catturato alcuni villaggi sul confine fra il 9 e il 10 maggio. La brigata quindi ha preso posizione a Vovčans'k, difendendo la cittadina dall'offensiva russa nonostante la forte inferiorità numerica. Rinforzata da elementi della 71ª Brigata cacciatori, nei giorni successivi è riuscita a fermare le truppe russe nei sobborghi della città. A luglio la brigata ha ricevuto in dotazone i veicoli da combattimento statunitensi M2 Bradley. Nello stesso periodo, in seguito alla legge ucraina che ha permesso ad alcune categorie di detenuti di prestare volontariamente servizio nell'esercito, la 57ª Brigata motorizzata è stata una delle unità ad integrarne un certo numero nei propri ranghi, costituendo il Battaglione "Škval". Alla fine di settembre ha respinto un importante assalto verso il centro di Vovčans'k condotto dall'82º Reggimento della 69ª Divisione fucilieri motorizzata, infliggendo gravi perdite alle truppe russe.

## Struttura
- Comando di brigata[33]
- 17º Battaglione fanteria motorizzata "Kirovohrad" (Zelenyj Pid, unità militare А4279)[34]
- 34º Battaglione fanteria motorizzata "Bat'kivščyna" (Novooleksiïvka, unità militare А4395)[35]
  -  Unità speciale d'assalto "Šalena Zhraja" (formata da volontari ceceni)
- 42º Battaglione fanteria motorizzata "Resistenza" (Zelenyj Pid, unità militare А4472)[36]
- 117º Battaglione d'assalto[37]
- 1º Battaglione fucilieri
- 2º Battaglione fucilieri
- 9º Battaglione fucilieri (Čornomors'ke, unità militare A7093)[38]
- Battaglione fucilieri speciale "Škval"
- Battaglione corazzato (T-64BV e T-64BM Bulat)
- Battaglione sistemi senza pilota "Murčiki"
- Gruppo d'artiglieria
  - Batteria acquisizione obiettivi
  - Battaglione artiglieria campale (M777)
  - Battaglione artiglieria semovente (2S22 Bohdana)
  - Battaglione artiglieria lanciarazzi (BM-21 Grad)
  - Battaglione artiglieria controcarri (MT-12 Rapira)
- Battaglione artiglieria missilistica contraerei (9K35 Strela-10)
- Battaglione ricognizione
- Battaglione genio
- Battaglione manutenzione
- Battaglione logistico
- Compagnia comunicazioni
- Compagnia medica
- Compagnia radar
- Compagnia difesa NBC

## Comandanti
- Colonnello Serhij Sirčenko (ottobre 2014 - 2015)[39]
- Colonnello Dmytro Krasyl'nykov (2015 - settembre 2017)[40]
- Colonnello Jurij Holovašenko (settembre 2017 - ottobre 2018)[41]
- Colonnello Anatolij Mišančuk (ottobre 2018 - febbraio 2022)[42]
- Colonnello Oleksandr Bakulin (febbraio 2022 - maggio 2025)[43]
- Colonnello Jevhen Solodajev (maggio 2025 - in carica)[44]